# Strich durch die Rechnung (1932)
Strich durch die Rechnung ist eine Filmkomödie des Regisseurs Alfred Zeisler aus dem Jahr 1932. Die Literaturverfilmung basiert auf einem Roman des österreichischen Schriftstellers Fred Angermayer. In der Hauptrolle verkörpert Heinz Rühmann den Radrennfahrer Willy Streblow.

## Handlung
Willy Streblow ist ein sportlicher, junger Radrennfahrer, der auch gerne einmal bei einem großen Rennen an den Start gehen würde. Voraussetzung ist jedoch, dass er zwei Ersatzfahrräder besitzt. Diese kann er sich aber nicht kaufen, dazu fehlt ihm das nötige Geld. Der Vater seiner Verlobten Hanni besitzt zwar ein Fahrradgeschäft, Willy möchte ihn jedoch nicht um Hilfe bitten. Plötzlich fehlen im Fahrradgeschäft zwei Fahrräder. Seine Verlobte verdächtigt Willy, diese gestohlen zu haben und erwägt die Trennung von ihm. Dieser Verdacht erweist sich jedoch im Nachhinein als unbegründet.
Willy erhält die benötigten Ersatzfahrräder von dem Manager Gottfried Paradies, der den amtierenden, aber alternden Radrennfahrer Banz betreut. Dieser ringt dafür Willy das Versprechen ab, seinen Schützling das Rennen gewinnen zu lassen.
Im Laufe des Rennens fällt Willy wunschgemäß hinter Banz zurück, als beide jedoch von dem südamerikanischen Rennfahrer Rodriguez überholt werden, der sich nun an die Spitze setzt. Darauf verzichtet Banz auf die Absprache mit Willy und fordert ihn dazu auf, nun seinerseits alles zu geben, ohne weiter Rücksicht auf ihn zu nehmen.
Die Geschichte nimmt ein Happy End; Willy gewinnt das Rennen und die Versöhnung mit seiner Verlobten ist ihm auch gelungen.

## Produktionsnotizen
Der Film kam am 25. Oktober 1932 in die deutschen Kinos. Der Drehort war eine heute noch existierende Radrennbahn im brandenburgischen Forst.
Gleichzeitig mit der deutschen Fassung entstand die französische Version „Rivaux de la piste“ mit Albert Préjean in der Hauptrolle. Nachdem Rühmann bei Proben auf der Bahn gestürzt war, übernahm Préjean dessen Fahrszenen auf den Rad.
88 Jahre nach der Premiere wurde die einzige erhaltene Kopie am 29. Oktober 2020 erstmals wieder öffentlich gezeigt.